# Iltalehti
Iltalehti (IL, finska för Kvällsbladet) är en finskspråkig kvällstidning med uppskattningsvis 40 procent av kvällstidningsmarknaden i Finland. Iltalehti grundades 1980 och ägs av mediekoncernen Alma Media Oyj. Tidningen utkommer sex dagar i veckan (måndag t.o.m. lördag) med en upplaga som uppgick år 2010 till 107 052 exemplar. Sett till upplagan är tidningen Finlands tredje största dagstidning.  
Iltalehtis konkurrent på kvällstidningsmarknaden i Finland är den andra stora finskspråkiga kvällstidningen Ilta-Sanomat.

## Chefredaktör/Ansvarig utgivare
Tjänsten som chefredaktör innehas i dagsläget (2020) av Erja Yläjärvi som tillträdde i september 2018.